# Heidi (televíziós sorozat, 2015)
A Heidi francia–német–ausztrál televíziós, 3D-s számítógépes animációs sorozat, amelyet Jerome Mouscadet rendezett. A zenéjét David Vadant, Romain Allender és Patrick Sigwalt szerezte, a producer Katell France és Jim Ballantine, a Studio 100 készítette. Franciaországban a TF1 vetítette, Németországban a ZDF sugározta, Ausztráliában a Nine Network adta, Magyarországon a Minimax tűzte műsorra.

## Ismertető
A főhős, Heidi, aki 8 éves, árva kislány. A nagypapájával együtt él a svájci Alpokban. A kislány kedves és nyugtalan, de egyre több olyan dolgot szeretne megtudni, amik fontosak az életben. Van két barátja is, Peter és Clara. A két barátjával felfedezi az Alpok legszebb tájait. Emellett megismeri a barátság, a csapatmunka és a nagylelkűség mibenlétét is. A kalandozások során, ugyanakkor azzal is szembe kell néznie, hogy olykor az emberek, milyen ellenségesek is lehetnek. Lelkesedése, bátorsága segítségével azonban minden nehéz dolgot leküzd, de a barátai is mellette állnak. Heidi legjobb barátja Peter. Clara mintha testvére lenne, De korábbi ellenségeik, Carl, Teresa és Willy is barátok lesznek, emellett Frankfurtban megismerkedik Rudival 
De a legjobb barátja Peter.

## Szereplők
| Szereplő          | Eredeti hang   | Magyar hang                                | Leírás |
| ----------------- | -------------- | ------------------------------------------ | --- |
| Heidi             | Léa Mariage    | Hermann Lilla                              | Fekete hajú, sötétbarna szemű kislány, aki az Alpokban szeret élni. Eredeti neve Adelheid. Édesapja, Tobias az ördög hídjában vesztette életét. Édesanyja, Adelheid ebbe belebetegedett, ezért élt vele Dete, aki Adelheid testvére. Tobias apja Ernst, Heidi nagyapja. |
| Peter             | Nando Schmitz  | Czető Roland                               | Barna hajú, barna szemű fiú, Heidi legjobb barátja, ügyes pásztorfiú. |
| Klara             | Maria Hönig    | Csuha Borbála                              | Szőke hajú, kék szemű lány, Heidi lánybarátja, Frankfurtban él. |
| Bátyó             | Peter McAllum  | Kajtár Róbert                              | Heidi nagyapja, nagyon mogorva a természete. |
| Theresa           | Zalina Sanchez | Gulás Fanni (1. évad) Vadász Bea (2. évad) | Világosbarna hajú, barna szemű kislány. |
| Dete              | Beth Armstrong | Mezei Kitty                                | Heidi nagynénje. |
| Sesemann nagymama |                | Zsurzs Kati                                | Clara nagymamája |
| Brigitte          |                | Farkasinszky Edit                          | Peter anyja |

- További magyar hangok: Albert Péter, Bessenyei Emma, Lux Ádám, Kovács Nóra, Bácskai János, Vári Attila, Szinkronrendező: Pócsik Ildikó

## Epizódok
1.évad
| Epizódok | Epizódok | Magyar cím               | Eredeti cím                | Magyar premier   | Eredeti premier |
| -------- | -------- | ------------------------ | -------------------------- | ---------------- | --------------- |
| 1.       | 1.       | Irány a hegy             | Up to the Mountain         | 2015. május 16.  |                 |
| 2.       | 2.       | Első nap a legelőn       | First Day in the Mountains | 2015. május 17.  |                 |
| 3.       | 3.       | A kihívás                | The Challenge              | 2015. május 18.  |                 |
| 4.       | 4.       | Csipi megmentése         | Save Chippy                | 2015. május 19.  |                 |
| 5.       | 5.       | Eskü a fára épült házban | The Treehouse Oath         | 2015. május 20.  |                 |
| 6.       | 6.       | A szökés                 | A Night out                | 2015. május 21.  |                 |
| 7.       | 7.       | Egy vekni kenyérért      | For a Loaf of Bread        | 2015. május 22.  |                 |
| 8.       | 8.       | Az udvarház              | Trapped in the Manor       | 2015. május 23.  |                 |
| 9.       | 9.       | Óvakodj a farkastól      | Beware of the Wolf         | 2015. május 24.  |                 |
| 10.      | 10.      | Peter kincse             | Peter's Treasure           | 2015. május 25.  |                 |
| 11.      | 11.      | Irány a faház            | Attack the Treehouse       | 2015. május 26.  |                 |
| 12.      | 12.      | Szívecske megmentése     | Save Sweetheart            | 2015. május 27.  |                 |
| 13.      | 13.      | A tavasz vége            | The end of Spring          | 2015. május 28.  |                 |
| 14.      | 14.      | Clara                    | Clara                      | 2015. május 29.  |                 |
| 15.      | 15.      | A harangtorony           | The Bell Tower             | 2015. május 30.  |                 |
| 16.      | 16.      | Az ígéret                | The Promise                | 2015. május 31.  |                 |
| 17.      | 17.      | Apa hazajött             | Papa Returns               | 2015. június 1.  |                 |
| 18.      | 18.      | Magántanuló              | Home Schooled              | 2015. június 2.  |                 |
| 19.      | 19.      | Csináljunk színházat     | Let's Make a Show          | 2015. június 3.  |                 |
| 20.      | 20.      | A parkban                | At the Park                | 2015. június 4.  |                 |
| 21.      | 21.      | Clara áll                | Clara Stand                | 2015. június 5.  |                 |
| 22.      | 22.      | Városi kecske            | Goats in the City          | 2015. június 6.  |                 |
| 23.      | 23.      | A büntetés               | The Resignation            | 2015. június 7.  |                 |
| 24.      | 24.      | Testvérek                | A Tree for Shelter         | 2015. június 8.  |                 |
| 25.      | 25.      | A szellem                | The Ghost                  | 2015. június 9.  |                 |
| 26.      | 26.      | A levél                  | The Letter                 | 2015. június 10. |                 |
| 27.      | 27.      | Vissza Dörflibe          | Back to Dörfli             | 2015. június 11. |                 |
| 28.      | 28.      | Új kecske a nyájban      | A New Goat in the Herd     | 2015. június 12. |                 |
| 29.      | 29.      | A törött szobor          | The Broken Statue          | 2015. június 13. |                 |
| 30.      | 30.      | A bross                  | The Brooch                 | 2015. június 14. |                 |
| 31.      | 31.      | A dolgozat               | The School Test            | 2015. június 15. |                 |
| 32.      | 32.      | Kincsvadászat            | Scavenger Hunt             | 2015. június 16. |                 |
| 33.      | 33.      | Kecskék órája            | Goats Hour                 | 2015. június 17. |                 |
| 34.      | 34.      | A vihar                  | The Storm                  | 2015. június 18. |                 |
| 35.      | 35.      | Az ördög hídja           | The Devil's Bridge         | 2015. június 19. |                 |
| 36.      | 36.      | Friedrich                | Friedrich                  | 2015. június 20. |                 |
| 37.      | 37.      | A kerekesszék            | The Wheel Chair            | 2015. június 21. |                 |
| 38.      | 38.      | Megbocsátás              | Forgiven                   | 2015. június 22. |                 |
| 39.      | 39.      | Havasi gyopár            | The Edelweiss              | 2015. június 23. |                 |

2.évad
| Epizódok | Epizódok | Magyar cím            | Eredeti cím                 | Magyar premier       | Eredeti premier |
| -------- | -------- | --------------------- | --------------------------- | -------------------- | --------------- |
| #        | 1.       | A legjobb barátom     | My best friend              | 2020. augusztus 21.  |                 |
| 40.      | 2.       | Ég veled, Kishattyú!  | Goodbye Little Swan!        | 2020. augusztus 24.  |                 |
| 41.      | 3.       | Rico                  | Rico                        | 2020. augusztus 25.  |                 |
| 42.      | 4.       | A mászás              | The Climbing                | 2020. augusztus 26.  |                 |
| 43.      | 5.       | A verseny             | The Competition             | 2020. augusztus 27.  |                 |
| 44.      | 6.       | Brigitte titka        | Brigitte's Secret           | 2020. augusztus 28.  |                 |
| 45.      | 7.       | A hegedű              | The Violin                  | 2020. augusztus 31.  |                 |
| 46.      | 8.       | Francesco             | Francesco                   | 2020. szeptember 1.  |                 |
| 47.      | 9.       | Az óra                | The Watch                   | 2020. szeptember 2.  |                 |
| 48.      | 10.      | A döntés              | The Decision                | 2020. szeptember 3.  |                 |
| 49.      | 11.      | Az elhatározás        | The Determination           | 2020. szeptember 4.  |                 |
| 50.      | 12.      | A műtét               | The Operation               | 2020. szeptember 7.  |                 |
| 51.      | 13.      | A vörös ruhás hölgy   | The Lady in the Red dress   | 2020. szeptember 8.  |                 |
| 52.      | 14.      | A párkeresés          | The Matchmaking             | 2020. szeptember 9.  |                 |
| 53.      | 15.      | Házasság a láthatáron | The Marriage on the horizon | 2020. szeptember 10. |                 |
| 54.      | 16.      | Újra együtt           | Together Again              | 2020. szeptember 11. |                 |
| 55.      | 17.      | Csak idő kérdése      | Only Question of Time       | 2020. szeptember 14. |                 |
| 56.      | 18.      | A karácsonyfa alatt   | Under The Christmas Tree    | 2020. szeptember 15. |                 |
| 57.      | 19.      | A házikó              | The Cabin                   | 2020. szeptember 16. |                 |
| 58.      | 20.      | Veszélyben a hegy     | The Mountain in the Danger  | 2020. szeptember 17. |                 |
| 59.      | 21.      | A baleset             | The Accident                | 2020. szeptember 18. |                 |
| 60.      | 22.      | A Wolpertinger        | The Wolpertinger            | 2020. szeptember 21. |                 |
| 61.      | 23.      | Anna                  | Anna                        | 2020. szeptember 22. |                 |
| 62.      | 24.      | A méhkasok            | The Beehives                | 2020. szeptember 23. |                 |
| 63.      | 25.      | A sorscsapás          | A Tough Break               | 2020. szeptember 24. |                 |
| 64.      | 26.      | A nehéz döntés        | The Difficult Decision      | 2020. szeptember 25. |                 |